# Imelda mycea
Imelda mycea is een vlindersoort uit de familie van de prachtvlinders (Riodinidae), onderfamilie Riodininae.
Imelda mycea werd in 1865 beschreven door Hewitson.